# 花鳥山遺跡
花鳥山遺跡（はなどりやまいせき）は、山梨県笛吹市（旧東八代郡御坂町竹居から同郡八代町竹居）にある遺跡。縄文時代前期後半の集落遺跡で、縄文期の食生活に関わる豊富な資料が出土している。

## 立地と歴史的背景
甲府盆地の南東縁にあたる御坂山地北西に突出する花鳥山丘陵斜面上に立地。現在でも北東の神有川や南西の浅川など沢や小河川が流れ伏流水が湧き水を確保できる地域であったと考えられており、付近には同時期の遺跡が多数分布している。古くから存在が知られており、明治期の『山梨県市郡村誌』においても紹介されている。3次にわたる発掘調査が行われ、現在でも付近は開発されず果樹地帯となっているため影響は軽微であるが、一部では重機を用いた改植作業による破壊を受けている。

## 発掘調査と検出遺構・出土遺物
大正年間には仁科義男による調査が行われているが、本格的な発掘調査は戦後の1948年（昭和23年）に山本寿々雄により行われる。1954年（昭和29年）には國學院大學による発掘調査が行われ、竪穴建物跡や遺物包含層からの出土遺物が確認されている。同大学教授の樋口清之により新たに花鳥山Ⅰ～Ⅳ式の指標土器として定められた。
1987年（昭和62年）、水管埋設工事に伴う発掘調査が山梨県埋蔵文化財センターにより行われ、狭い調査範囲であるが諸磯a,b式期住居跡が24、土坑33が確認されている。土器は諸磯式土器a～c式が主体で、器種が豊富でc式末から十三菩堤式への変遷といった時期的変遷が追跡できる良質な資料となっている。ほか、最古の縄文早期中葉の押型文土器破片や早期末から前期初頭の繊維土器も出土しているほか、東海地方や西日本資料も出土しており、地域間交流があったと考えられている。また、東京都の遺跡や県内では甲州市塩山）の獅子之前遺跡で出土事例がある土器片を加工した人形状土製品も出土している。石器類は狩猟に使われる石鏃のほか、打製石斧、石皿、磨石、凹石など植物採集や加工、栽培に用いられる石器が出土している。
石器と合わせて植物の炭化物資料が豊富で、堅果類ではクリは少量であるが、クルミ（オニグルミ）は住居跡や土坑から50～90個がまとまって出土しているほか、アク抜き処理を必要とするドングリも出土している。球根類の出土例はそれまで神奈川県平塚市の上ノ入遺跡でキツネノカミソリの出土が報告されている程度であったが、花鳥山遺跡では土坑や包含層から球根類24点が出土し、土器内面のオコゲも確認され全国的に注目される発見となった。その後、県内出土の土器資料が再点検されると球根類の発見例が相次いで報告され、食材としての利用法や野生種との比較など、さまざまな研究が試みられる契機となった。
また、エゴマは栽培植物として縄文農耕論の立場から注目されているが、住居床下から発見された炭化種子塊は国内最古級の資料で、1975年（昭和50年）に長野県の大石遺跡で発見された縄文中期の資料を更新することとなった。ほか、水洗選別により栽培種ではシソ、アブラナ類、ニワトコ、シロザ、スベリヒユ、ミズキなどが検出され、雑草ではエノキグサが検出されている。
動物遺体は狩猟獣であるイノシシやシカが主で、細片で被熱が認められるため食糧であったと考えられている。また、コイ科魚類のエラ骨が発見されており、山梨県内において遺跡から魚骨が出土した初の例となった。なお、山梨県における海水魚類の最古の出土事例は、縄文後期の南アルプス市の百々上八田遺跡から出土したタイ科の骨とされている。また、花鳥山遺跡からは貝殻製のボタン状製品や漁網の重りとも考えられる土器片錘も出土し、漁労具の出土例となった。
出土遺物のうち、1～2次調査のものはそれぞれ京都大学文学部博物館や國學院大學考古博物館で、3次調査のものは山梨県埋蔵文化財センターに保管され、一部は山梨県立考古博物館で展示されている。